# Portrait d'un homme jeune
Pour les articles homonymes, voir Portrait de jeune homme.
Le Portrait d'un homme jeune (Retrato de hombre joven) est une toile de Velázquez dont la date de réalisation n'est pas connue. Elle est située avant son premier voyage en Italie (entre 1623 et 1629) par une partie de la critique, López-Rey retrasa la situe en 1630-1631. Elle fut achetée par le prince électeur Johann Wilhelm en 1694 et intégra sa collection à Düsseldorf. En 1806 intégra la Hofgartengalerie de Múnich et depuis 1836 elle est exposée au Alte Pinakothek de Munich.

## Description du tableau
La toile, inachevée, représente un homme jeune avec un costume noir et des golilles blancs. La main droite s'appuie sur sa ceinture alors que la gauche est simplement ébauchée à gros traits noir sur la préparation, et paraît reposer sur le pommeau d'une épée. Bien que la main n'ait pas été terminée, José López-Rey soutient que le tableau peut être considéré comme achevé selon les critères de Velasquez qui en certaines occasions laissait volontairement des parties inachevées pour souligner l'essence de la toile. Pour Fernando Marías, qui avance sa date d'exécution à 1626-1630, il peut avoir servi à étudier de nouvelles formules de compositions et d'illuminations qui auraient été récupérés pour les portraits officiels, et qui par leur nature, se prêtent moins à ce type d'essais.
Les tentatives pour identifier le personnage représenté (voire pour l'assimiler à un autoportrait de jeunesse) n'ont pas abouti.Jonathan Brown suggère qu'il pourrait s'agir d'un gentilhomme par la position du bras sur la hanche et la main ébauchée sur une épée, signes aristocratiques.

## Technique
Inachevée, la toile permet de comprendre la méthode de travail de Velasquez, avec l'ébauche de la figure dessinée à traits rapide et grossiers, visibles sur la main, sur les bords du vêtement formées d'amples taches noires, et sur la tête, qui fut la première à être terminée. Ensuite, il appliqua les touches de lumière, avec lesquels il suggère les plis, dessine les formes et les volumes en même temps qu'il rectifie les contours. Enfin, il dessina le fond, de façon qu'à ce qu'entre lui et la figure, une ligne de contour à peu près continue qui laisse voir la couche de base qui joue un rôle important dans la lumière intérieure de certains de ses portraits. Enfin, les taches aléatoires que l'on rencontre dans certains de ses tableaux sont parfaitement visibles à droite. Elles semblent être des restes laissés par Velasquez lorsqu'il nettoya son pinceau pour essayer les couleurs.